# In the Mansion of Loneliness
In the Mansion of Loneliness è un cortometraggio muto del 1915 diretto da Frank Cooley. Prodotto dalla American Film Manufacturing Company su un soggetto di J. Edward Hungerford, aveva come interpreti Virginia Kirtley, Irving Cummings, Joe Harris, Teddy Lynch.

## Trama
La signora Lane è infelice: pur se vive circondata da ogni lusso, non ha avuto figli a causa dell'antipatia di suo marito per i "piccoli mocciosi". Così, può solo guardare i bambini del vicinato ma senza poterli avvicinare. Quando Lane deve assentarsi da casa, chiamato fuori città a causa della malattia di un caro amico, la signora ne approfitta per organizzare ogni giorno, fino al ritorno del marito, una festa alla quale invita tutti i bambini della zona.

Giunto al capezzale dell'amico, Lane lo trova morente. Come ultima richiesta, il malato si fa promettere che Jim accetti la tutela di sua figlia, una bambina di sei anni, e che la cresca come sua. Stupito, Lane sta per rifiutare quando la piccola gli si arrampica in grembo e, mettendogli le braccia intorno al collo, lo bacia. Intenerito, Lane crolla e, senza avvisare la moglie, porta la piccola con sé a casa. Con suo grande stupore, trova il boudoir della moglie invaso da una folla festante di piccoli mocciosi. Lei, spaventata, si aspetta un inevitabile scoppio d'ira da parte del marito che, invece, la prende con sé e, portandola nel suo studio, le presenta la sua piccola compagna.

## Produzione
Il film fu prodotto dalla American Film Manufacturing Company.

## Distribuzione
Distribuito dalla Mutual, il film - un cortometraggio in una bobina - uscì nelle sale statunitensi il 16 marzo 1915.